# N'Golodiana
N’Golodiana est une commune du Mali de l'arrondissement central de Kolondiéba, dans le cercle de Kolondiéba et la région de Bougouni, elle a pour chef-lieu la localité de Toutiala.

## Villages
La commune s'étend sur 12 localités relevées lors du recensement général de 2009. 
Les villages les plus peuplés sont :
- Toutiala (983 habitants)
- Bogodougou (943 habitants)
- Niamou (854 habitants)